# Robert Zemeckis
Robert Zemeckis (rođen 14. svibnja 1952.), američki filmski redatelj, producent i scenarist. Zemeckis je slavu stekao kao redatelj fantastičnog serijala Povratak u budućnost, nakon čega se u devedesetima okrenuo dramskom žanru, uključujući Forresta Gumpa, za kojeg je dobio  Oscara za najboljeg redatelja.
Njegove filmove karakteriziraju revolucionarni specijalni efekti, kao i istodobno snimanje dvaju filmova (Povratak u budućnost 2). Osim toga, Zemeckis je pionir digitalne kinematografije. Iako je često bio etiketiran kao redatelj kojeg samo zanimaju specijalni efekti, njegov rad su branili mnogi kritičari, uključujući Davida Thomsona, koji je napisao da "Nijedan drugi redatelj nije rabio specijalne efekte u dramatske i narativne svrhe."

## Životopis

### Rani život
Zemeckis je rođen u Chicagu, Illinois u obitelji Litavca i Talijanke, a odgojen je u radničkoj  katoličkoj obitelji. Zemeckis je rekao "u mojoj obitelji nije bilo interesa za umjetnost. Mislim, nije bilo glazbe, nije bilo knjiga, nije bilo kazališta... Jedina inspirativna stvar bila je televizija." Kao dijete, Zemeckis je volio televiziju te bio fasciniran očevom 8-milimetarskom kućnom filmskom kamerom. Počevši sa snimanjem obiteljskih događaja kao što su rođendani i blagdani, Zemeckis je sa svojim prijateljima postupno počeo producirati narativne filmove.
Uz to što je volio filmove, Zemeckis je ostao televizijski zaljubljenik. "Toliko se priča o problemima s televizijom", rekao je, "ali ja mislim da mi je ona spasila život." Televizija je prva dala uvid u svijet izvan svog radničkog okruženja; u epizodi The Tonight Show Starring Johnny Carson je saznao za filmske škole. Nakon što je sa svojim ocem pogledao Bonnie i Clyde i nakon što je film snažno utjecao na njega, Zemeckis je odlučio upisati filmsku školu.
Roditelji nisu odobravali tu ideju, rekao je Zemeckis kasnije, "Ali samo u smislu da su bili zabrinuti.... za moju obitelj, prijatelje i svijet u kojem sam odrastao, bio je to kao san koji je zapravo nemoguć. Moji bi roditelji rekli, 'Zar ne vidiš odakle si potekao? Ne možeš biti filmski redatelj.' Mislim da je to bilo nešto što sam morao učiniti njima u inat."

### Školovanje i prvi filmovi
Zemeckis se prijavio samo u Školu filmskih umjetnosti na Sveučilištu Južne Kalifornije (USC). Iako mu se Sveučilište nije javilo, Zemeckis je nazvao, a rekli su mu da je odbijen zbog prosječnih ocjena. Zemeckis je počeo nagovarati službenika i obećao da će upisati ljetnu školu kako bi poboljšao ocjene. Na kraju je uspio nagovoriti školu da ga ipak prime. Nastava je bila teška, a profesori su konstantno naglašavali kako je filmski posao težak. Zemeckis se kasnije sjetio kako ga to nije previše uznemiravalo zbog "zdravog cinizma" koji mu je usađen tijekom djetinjstva u Chicagu.
Na studiju se Zemeckis sprijateljio sa scenaristom Bobom Galeom, koji je također bio student. Gale se kasnije prisjetio, "Diplomci s USC-a su bili oličenje intelektualizma... Zato smo Bob i ja gravitirali suprotnosti jer smo željeli snimati holivudske filmove. Nismo bili zainteresirani za Francuski novi val. Bili smo zainteresirani za  Clinta Eastwooda,  Jamesa Bonda i  Walta Disneyja, jer smo odrasli na taj način.
Nakon što je osvojio Studentsku nagradu Akademije na USC-u za svoj film A Field of Honor, Zemeckis je upao u oči  Stevenu Spielbergu. Spielberg je rekao, "Projurio je pokraj moje tajnice, posjeo me i prikazao mi svoj studentski film... a ja sam mislio da je spektakularan, s policijskim autima i neredima, sve popraćeno glazbom Elmera Bernsteina iz  Velikog bijega." Spielberg je postao Zemeckisov mentor i izvršni producent za njegova prva dva filma, koja je Zemeckis napisao zajedno s Bobom Galeom.
Filmovi I Wanna Hold Your Hand iz 1978. i Staro za novo iz 1980. (s  Kurtom Russellom) bili su bili dobro primljeni od strane kritike, a Pauline Kael je o potonjem napisala fantastičnu recenziju. Ipak, oba su bili komercijalno dosta neuspješni. (I Wanna Hold Your Hand je bio prvi od nekoliko Zemeckisovih filmova koji je uključivao povijesne i slavne osobe; u filmu je koristio arhivske materijale i dvojnike kako bi simulirao  Beatlese). Nakon neuspjeha njegova prva dva filma i Spielbergovim  1941 iz 1979. (za koji su scenarij napisali Zemeckis i Gale), par je stekao reputaciju da pišu "scenarije za koje su svi mislili da su odlični, ali nekako se uspijevaju pretočiti u filmove koje bi ljudi htjeli gledati."

### Prvi uspjesi iForrest Gump
Zemeckis je zbog svoje reputacije u industriji početkom osamdesetih teško pronalazio posao, iako su on i Gale bili dosta zaposleni. Pisali su scenarije za druge redatelje, uključujući Car Pool za  Briana De Palmu i Growing Up za Spielberga; nijedan na kraju nije postao predložak za film. Svi veći studiji su odbili još jedan Zemeckisov i Galeov projekt, o tinejdžeru koji slučajno otputuje kroz vrijeme u pedesete. Redatelj je bio nezaposlen sve dok ga Michael Douglas nije angažirao za film iz 1984., Lov na zeleni dijamant. Romantična avantura s Douglasom i Kathleen Turner je trebao ispasti veliki neuspjeh (sve dok producenti nisu otpustili Zemeckisa nakon što su pogledali prvu grubu verziju), a film je na kraju ipak uspio ostvariti uspjeh. Dok je radio na filmu, Zemeckis je upoznao skladatelja Alana Silvestrija, koji je napisao glazbu za sve njegove kasnije filmove.
Nakon tog filma, redatelj je konačno mogao snimiti svoj scenarij o putovanju kroz vrijeme, koji je nazvan Povratak u budućnost. S  Michaelom J. Foxom u glavnoj ulozi, film je 1985. ostvario nevjerojatan uspjeh, a uslijedila su i dva nastavka, objavljena 1989. i 1990. Prije nego što su nastavci objavljeni, Zemeckis je snimio još jedan film, vratolomnu misteriju smještenu u četrdesete, Tko je smjestio Zeki Rogeru?, koji je brižno spojio tradicionalnu animaciju i akciju uživo; s budžetom od 70 milijuna dolara, bio je to jedan od najskupljih filmova ikad snimljenih. Film je bio veliki kritički i komercijalni uspjeh, a osvojio je četiri Oscara. Kad su ga 1990. upitali želi li snimiti ne-komični film, Zemeckis je odgovorio, "Htio bih snimiti bilo što. Ali sada sam previše nemiran da bih radio nešto što nije lakrdijaško."
Zemeckis je 1992. režirao crnu komediju Smrt joj dobro pristaje, s Meryl Streep, Goldie Hawn i  Bruceom Willisom. Slijedio je njegov najveći uspjeh do tada, Forrest Gump iz 1994. S  Tomom Hanksom u naslovnoj ulozi, Forrest Gump govori o mentalno zaostalom čovjeku koji nesvjesno sudjeluje u nekim od najvećih događaja dvadesetog stoljeća, zaljubljuje se i dolazi u kontakt s nekim od najvećih povijesnih ličnosti. Film je u cijelom svijetu zaradio 677 milijuna i postao najuspješniji američki film 1994.; osvojio je šest Oscara, uključujući najbolji film, najboljeg glumca za Hanksa, a Zemeckis je odnio nagradu za najboljeg redatelja. 1997. je režirao  Kontakt, projekt koji je dugo bio na čekanju, a snimljen je prema istoimenom romanu Carla Sagana iz 1985. Film govori o Eleanor Arroway, znanstvenici koju glumi Jodie Foster, koja vjeruje da je stupila u kontakt s izvanzemaljskim bićima.

### 2000-te i digitalna tehnologija
Zemeckis je 1999. donirao 5 milijuna dolara Centru Robert Zemeckis za digitalne umjetnosti na Južnokalifornijskome sveučilištu. Taj kompleks sastoji se od produkcijskih prostora, velikog laboratorija za digitalnu montažu i 50 dvorana za projekcije. Kad se centar otvorio u ožujku 2001., Zemeckis je govorio o budućnosti filma, zajedno s prijateljima  Stevenom Spielbergom i  Georgeom Lucasom. O onima (uključujući Spielberga) koji se drže celuloidne vrpce i ne razmišljaju o digitalnoj produkciji, Zemeckis je rekao, "Ovi dečki su isti oni koji su govorili da je zvuk s LP ploča bolji od CD-a. Možete raspravljati o tome dok ne poplavite, ali ja ne znam nikoga koji i dalje kupuje vinil. Film, kao što smo tradicionalno razmišljali o njemu, će se promijeniti. Ali kontinuum je čovjekova želja da ispriča priču oko logorske vatre. Jedina stvar koja se mijenja je logorska vatra."
Zemeckis je 1996., zajedno s Tomom Hanksom i scenaristom Williamom Broylesom mlađim, počeo projekt nazvan Brodolom života, o čovjeku koji se nađe na pustom otoku i prolazi kroz fizičku i duhovnu promjenu. Dok je radio na Brodolomu, Zemeckis se vezao za  hitchcockovski triler Ispod površine, priču o bračnom paru koji prolaze kroz teški slučaj sindroma praznog gnijezda koji je bio temeljen na Spielbergovoj ideji. Kako je Hanksov lik trebao dramatično izgubiti na težini u Brodolomu života, Zemeckis je shvatio da je jedini način da ista ekipa ostane na okupu dok Hanks izgubi težinu, da snima Ispod površine između dva perioda. Prvi dio Brodoloma je snimio početkom 1999., a Ispod površine je snimljen u jesen 1999., dok je rad na Brodolomu života dovršen početkom 2000. Kad su ga kasnije pitali o istodobnom snimanju dvaju filmova, Zemeckis se našalio "Ne bih to nikome preporučio". Ispod površine, s  Harrisonom Fordom i Michelle Pfeiffer, objavljen je u srpnju 2000. te je zaradio podijeljene kritike. Ipak, dobro je prošao u američkim kinima, sa zaradom od 155 milijuna dolara. Brodolom života objavljen je tog prosinca, a u Americi je zaradio 233 milijuna dolara; Hanks je za ulogu Chucka Nolanda zaradio nominaciju za  Oscara za najboljeg glumca.
Zemeckis se 2004. ponovno udružio s Hanksom i režirao Polar Express, temeljen na istoimenoj dječjoj knjizi Chrisa Van Allsburga. Polar Express je koristio kopjutersku animaciju u kojoj su pokreti glumaca digitalno preneseni kao pokreti animiranih likova. Bio je to prvi veliki film koji je koristio tu tehniku, a The New York Times je napisao, "Što god kritika i publika mislili o ovom filmu, iz tehničke perspektive bi on mogao označiti prekretnicu u tranziciji od analognog prema digitalnom filmu."
U veljači 2007., Zemeckis i predsjednik studija Walt Disney Dick Cook su najavili planove o osnivanju nove produkcijske kuće koja bi se bavila snimanjem digitalnih, 3-D filmova. Kompanija, Image Movers Digital će stvarati filmove tehnologijom kojom je snimljen Polar Express, a očekuje se da bi Zemeckis trebao režirati mnoge projekte. Disney će filmove distribuirati filmove diljem svijeta.

### Privatni život
Zemeckis je izjavio kako je dugo vremena žrtvovao svoj privatni život u korist svoje karijere. "Osvojio sam Oscara kad su mi bile 44 godine", objasnio je, "ali sam platio za to svojim dvadesetima. To desetljeće mog života od filmske škole do 30. nije bilo ništa do rada, ništa osim apsolutnog, iscrpljujućeg rada. Nisam imao novca. Nisam imao život." Početkom osamdesetih Zemeckis se oženio s glumicom Mary Ellen Trainor, s kojom ima sina, Alexandera. Rekao je kako je brak teško uskladiti s filmskom karijerom, a njegova veza s Trainor je na kraju okončana razvodom. 2001. se oženio s glumicom Leslie Harter Zemeckis.

## Izabrana filmografija
- 1978. I Wanna Hold Your Hand
- 1979.  1941 (koscenarist)
- 1980. Staro za novo
- 1984. Lov na zeleni dijamant
- 1985. Povratak u budućnost
- 1988. Tko je smjestio Zeki Rogeru?
- 1989. Povratak u budućnost 2
- 1990. Povratak u budućnost 3
- 1992. Smrt joj dobro pristaje
- 1994. Forrest Gump
- 1997.  Kontakt
- 2000. Ispod površine
- 2000. Brodolom života
- 2004. Polar Express
- 2007. Beowulf
- 2015. Put do slave

## Vanjske poveznice
- Robert Zemeckis u internetskoj bazi filmova IMDb-u (engl.)
- Robert Zemeckis na Notable Names Databaseu (engl.)
- 1994 Charlie Rose Show interview  Arhivirana inačica izvorne stranice od 23. studenoga 2008. (Wayback Machine) with Zemeckis about Forrest Gump and his career (video, 31 minutes)
- 2004 Charlie Rose Show interview  Arhivirana inačica izvorne stranice od 15. listopada 2007. (Wayback Machine) with Zemeckis and Tom Hanks about The Polar Express (video, 52 minutes)